# Henrique I do Congo
Henrique I (1505-1567) foi o manicongo do Reino do Congo entre 10 de abril de 1566 e 1 de fevereiro de 1567. 

## Biografia
Henrique foi filho da princesa Nzinga Amvemba, filha mais velha do rei D. Afonso I. Com a morte de seu irmão D. Diogo, em 1561, D. Henrique passa a reivindicar o trono em oposição a seus sobrinhos e com apoio dos portugueses. Com a morte de D. Bernardo I, que foi morto em batalha contra guerreiros jagas, D. Henrique sobe ao trono e reina brevemente durante uma guerra com os jagas, onde é morto e sucedido por seu genro D. Álvaro I.  

D. Henrique foi o último rei da dinastia Luqueni de forma direta.  